# Eurowings Europe (Malta)
Die Eurowings Europe Ltd. ist eine maltesische Fluggesellschaft mit Sitz in San Ġiljan. Sie ist eine Konzerngesellschaft der Lufthansa Group und führt unter dem Markennamen der Eurowings Flüge durch.

## Geschichte
Die Eurowings Europe Limited wurde am 4. Mai 2022 gegründet.  Zum Winterflugplan 2022/23 sollen die ersten Maschinen und Crews der österreichischen Eurowings Europe an das maltesische Pendant überführt werden. Am 30. September 2022 erteilte die maltesische Transportagentur das Air Operator Certificate (AOC) für die Eurowings Europe Limited und registrierte das Unternehmen als offiziellen Betreiber eines Airbus A320-200. Der Erstflug fand am 3. November 2022 statt. Nach der vollständigen Übertragung der Flugzeuge an die maltesische Eurowings Europe stellte das österreichische Pendant den Betrieb ein.

## Basen
Mit Stand Dezember 2023 sind fünf der genutzten Flughäfen von Eurowings Europe als Basen oder „Stützpunkte“ ausgelegt, an denen jeweils mindestens ein Flugzeug mit Besatzungen fest stationiert ist.
- Österreich: Graz,[7] Salzburg
- Schweden: Stockholm/Arlanda
- Spanien: Palma de Mallorca
- Tschechien: Prag

Seit dem Sommerflugplan 2023 ist Pristina im Kosovo keine Basis mehr.

## Flotte
Mit Stand April 2025 besteht die Flotte der Eurowings Europe Malta aus 29 Flugzeugen mit einem Durchschnittsalter von 12,7 Jahren:
| Flugzeugtyp     | Anzahl | bestellt | Anmerkungen   | Sitzplätze | Durchschnittsalter |
| --------------- | ------ | -------- | ------------- | ---------- | ------------------ |
| Airbus A319-100 | 06     | 0        |               | 150        | 12,7 Jahre         |
| Airbus A320-200 | 22     | 0        | einer inaktiv | 174 180    | 13,1 Jahre         |
| Airbus A320neo  | 01     | 0        |               | 180        | 3,0 Jahre          |
| Gesamt          | 24     | -        |               |            | 12,7 Jahre         |

### Aktuelle Sonderbemalungen
| Flugzeugtyp     | Luftfahrzeugkennzeichen | Bemalung         | Zeitraum          | Bild |
| --------------- | ----------------------- | ---------------- | ----------------- | ---- |
| Airbus A319-100 | 9H-EXQ                  | „Steiermark“     | seit Februar 2024 |      |
| Airbus A320-200 | 9H-EUM                  | „Europa-Park“    | seit März 2017    |      |
| Airbus A320neo  | 9H-ENB                  | „#makechangefly“ | seit August 2022  |      |